# Pseudocercospora eupatorii
Pseudocercospora eupatorii är en svampart som först beskrevs av Peck, och fick sitt nu gällande namn av U. Braun & R.F. Castañeda 1991. Pseudocercospora eupatorii ingår i släktet Pseudocercospora och familjen Mycosphaerellaceae.   Inga underarter finns listade i Catalogue of Life.